# Iñaquito
 (octobre 2023).
Iñaquito est l'une des 32 paroisses urbaines de la ville de Quito, en Équateur, située au nord-ouest de la ville. Autrefois appelée Benalcázar en l'honneur du conquistador espagnol qui a fondé la ville en 1534, Sebastián de Belalcázar, elle porte aujourd'hui officiellement le nom d'Iñaquito, qui est le nom ancestral de la région à l'époque où elle était habitée par les Quitus.
La paroisse abrite le quartier financier et bancaire de l'avenue Amazonas, ainsi que le district d'affaires de l'avenue República de El Salvador. On y trouve plusieurs des centres commerciaux et de divertissement les plus importants, ainsi que le parc La Carolina. De plus, sur son territoire se trouve le stade olympique Atahualpa, considéré comme le lieu sportif le plus important du pays, qui est le domicile de l'équipe nationale de football équatorienne et le siège des équipes Deportivo Quito, El Nacional et Universidad Católica.